# أكسل هونيت
أكسيل هونيت، Axel Honneth (وُلد في 18 يوليو/ تموز 1949 في إيسِّن Essen)، فيلسوف اجتماعي ألماني، أستاذ جامعي ومدير معهد الأبحاث الاجتماعية في جامعة جوته في فرانكفورت، ألمانيا. له الكثير من الكتب والمقالات في حقول الفلسفة الاجتماعية والسياسية وعلم الاجتماع.
درس هونيت الفلسفة، علم الاجتماع والأدب الألماني من 1969 إلى 1974 في جامعتي بون Bonn وبوخوم Bochom. عُيِّن أستاذاً مساعداً لعلم الاجتماع في جامعة برلين الحرة عام 1977، حيث تابع دراسته أيضاً وتخرّج بلقب دكتور في الفلسفة عام 1983 عن أطروحة موضوعها فوكو والنظرية النقدية، نُشِرت لاحقاً في كتاب بعنوان نقد السلطة "Kritik der Macht". عُيِّن بعدها أستاذاً مساعداً في جامعة جوته في فرانكفورت، حيث قدّم أطروحة التأهيل للأستاذية عام 1990 تحت عنوان كفاح من أجل الاعتراف "Kampf um Anerkennung". درّس في عدة جامعات قبل أن يعود نهائياً عام 1996 إلى جامعة فرانكفورت كأستاذ للفلسفة ومن ثم كمدير لمعهد الأبحاث الاجتماعية الشهير، الوظيفة التي شغلها يورجن هابرماس وتيودور أدورنو من قبله.
يُركّز هونيت في أبحاثه على الفلسفة الاجتماعية؛ وتتمحور الكثير من أعماله حول نظرية الاعتراف (بمعنى التقبّل، الإقرار بقيمة ما وتقديرها)، التي طوّرها في أطروحة التأهيل المذكورة سابقاً. كما أنه يهتم بإشكالية التشييء في المجتمعات المعاصرة، فيحاول في كتابه التشييء"Verdinglichung" إعادة صياغة هذا المصطلح في ضوء نظرية الاعتراف، فيُرجِع كل أشكال التشييء إلى باثولوجيا الذاتية المشتركة وليس لخصائص بنيوية في الأنظمة الاجتماعية كما نظّر كارل ماركس أو جورج لوكاتش. والموضوع الأثير لديه، كما لدى هابرماس، هو إعادة بناء الأخلاق في العلاقات بين البشر، فهو يسعى مثلاً، في كتابه «باثولوجيا العقل» إلى تحديث "النظرية النقدية" المجتمعية، التي وضعتها فيما مضى «مدرسة فرانكفورت» وتطويرها باتجاه أخلاقي الطابع. كما أنه ينادي في بحثه «الحق في الحرية» “Das Recht auf Freiheit” ب«الأخلاق الديموقراطية».
هونيت هو رئيس تحرير مشارك في المجلّة الألمانية للفلسفة “Deutsche Zeitschrift für Philosophie”، الجريدة الأوروبية للفلسفة “European Journal of Philosophy” و«أبراج» “Constellations”. نال عدة جوائز ثقافية منها جائزة إرنست بلوخ (2015) وجائزة برونو كرايسكي (2016).

## أعمال ترجمت للغات أخرى
- العمل الاجتماعي وطبيعة الإنسان: وشارك في تأليف مع هانز يوآش (مطبعة جامعة كامبريدج، 1988 1980).
- في نقد السلطة: مراحل عاكس في النظرية الاجتماعية الحرجة في (معهد ماساتشوستس للتكنولوجيا الصحافة، 1991 1985).
- ومجزأة العالمي للاشتراكية: مقالات في الفلسفة الاجتماعية والسياسية (جامعة ولاية نيويورك برس، 1995 1990).
- الصراع من أجل الاعتراف: والمعنوي قواعد النزاعات الاجتماعية (بوليتي برس، 1995 1992).
- إعادة التوزيع أو الاعتراف: سياسي-الفلسفية تبادل، وشارك في تأليف مع نانسي فريزر (فيرسو، 2003).
- ازدراء: الأسس المعيارية النظرية النقدية (بوليتي برس، 2007 2000).
- أمراض العقل: على تراث النظرية النقدية (2009).
- باثولوجيا الحرية الفردية: النظرية الاجتماعية هيغل (2010).
- أنا في نحن: دراسات في نظرية الاعتراف (2012).
- حق الحرية (2014).

## روابط خارجية
- أكسل هونيت على موقع مونزينجر (الألمانية)